# M93 (天体)
座標:  07h 44m 30.0s, −23° 51′ 24″
M93（NGC 2447）はとも座にある散開星団である。

## 概要
双眼鏡ではやや明るい星が小さな三角形を作っているのが見える。彗星の核のように見え密集度が高い星団であることが分かる。口径10cmの望遠鏡では20個ばかりの星が見えてくる。様々な色の星が見え、西の方に2個の橙色の星が見える。マラスは口径10cmで見て「ぎっしりと詰まった宝石」と表現している。口径20cmの望遠鏡では微星が見えてきてすばらしい眺めになる。小口径から大口径まで楽しめる対象であるが、日本からは南に低いため、見え方が気象条件に左右されやすい天体でもある。

## 観測史
1781年シャルル・メシエによって発見された。メシエは「おおいぬ座と、とも座の船首との間にある星団で、星雲状のものはない。径8'」とした。ウィリアム・ハーシェルは8～13等の星で構成されているとした。スミスは「海のひとでのような感じ。Spの部分が一番明るく、星は7～12等」とした。ジョーンズは「羽を広げた蝶」に見立てた。
シュバリエ・タンゴスはM93を彗星とまちがえ、フランツ・フォン・ツァハはこれを「天文学上、全く言語道断のしくじり」と言った。タンゴスはフランス人陸軍大尉で1789年にマルタ島に観測所を設立したが、亜燐酸の実験で観測所を多数の建物もろとも消滅させてしまった人物だという。またタンゴスは誰も再発見できない彗星を発見したとメシエに書き送ったり、彗星が太陽面を通過したのを観測したと嘘の報告をした人物であるという。